# Álvaro Arbeloa
Álvaro Arbeloa (phát âm tiếng Tây Ban Nha: [ˈalβaɾo arβeˈloa ˈkoka]; sinh ngày 17 tháng 1 năm 1983) là một cựu cầu thủ bóng đá chuyên nghiệp người Tây Ban Nha. Vị trí sở trường của anh là hậu vệ phải, song anh cũng có thể chơi như một hậu vệ trái.

## Sự nghiệp câu lạc bộ

### Bắt đầu chơi bóng
Anh bắt đầu sự nghiệp của mình với câu lạc bộ Real Zaragoza, sau đó gia nhập đội trẻ U18 Real Madrid.

### Liverpool
Ngày 31 tháng 1 năm 2007, Arbeloa đến Liverpool với giá khoảng 3 triệu bảng Anh, và Real Madrid nhận được khoảng 1,5 triệu bảng. Anh có trận đấu đầu tiên cho Liverpool khi tiếp Newcastle, trận đó anh vào sân thay cho Jermaine Pennant. Anh có trận đấu ra quân đầu tiên trong đội hình xuất phát khi tiếp Barcelona F.C. ở Camp Nou, anh chơi hậu vệ trái.Đây là chiêu bài thành công của Rafael Benitez, bởi Arbeloa đã kèm được Lionel Messi, bởi vì Messi là một cầu thủ có tốc độ bên cánh. Việc kèm thành công Messi đã giúp Liverpool có được chiến thắng 2-1. Anh có bàn thắng đầu tiên trong trận tiếp Reading, trở thành câu thủ đeo áo số 2 đầu tiên ghi bàn cho câu lạc bộ kể từ khi Mike Marsh ghi bàn ở Carling Cup vào năm 1992 và trở thành cầu thủ số 2 đầu tiên ghi bàn cho Liverpool ở Premier League kể từ khi chính Mike Marsh ghi bàn cho Liverpool cũng vào năm 1992.
Arbeloa đã thay số áo từ 2 sang 17 vào mùa giải 2008-09, số áo này trước đây thuộc về Craig Bellamy.

### Trở về Real Madrid
Ngày 29 tháng 6 năm 2009, Real Madrid chính thức xác nhận họ đã có Arbeloa với mức phí chuyển nhượng 5 triệu bảng, bản hợp đồng có thời hạn 5 năm.

## Sự nghiệp đội tuyển quốc gia
Tháng 1 năm 2008, anh được gọi lần đầu vào tuyển quốc gia, để chơi trận giao hữu với Pháp vào ngày 6 tháng 2 năm 2008, mặc dù anh đã phải rút lui do bị chấn thương. Anh có trận đấu đầu tiên cho tuyển khi tiếp Ý. Kể từ đó tới giờ, anh cùng Jordi Alba là một trong hai hậu vệ trái hàng đầu tuyển Tây Ban Nha.

## Thống kê sự nghiệp
Tính đến 3 tháng 12 năm 2016
| Câu lạc bộ          | Mùa giải            | La Liga        | La Liga        | Copa del Rey | Copa del Rey | Supercopa de España | Supercopa de España | Châu Âu  | Châu Âu  | Tổng cộng | Tổng cộng |
| Câu lạc bộ          | Mùa giải            | Trận           | Bàn            | Trận         | Bàn          | Trận                | Bàn                 | Trận     | Bàn      | Trận      | Bàn       |
| ------------------- | ------------------- | -------------- | -------------- | ------------ | ------------ | ------------------- | ------------------- | -------- | -------- | --------- | --------- |
| Castilla            | 2003–04             | 22             | 0              | —            | —            | —                   | —                   | —        | —        | 22        | 0         |
| Castilla            | 2004–05             | 28             | 0              | —            | —            | —                   | —                   | —        | —        | 28        | 0         |
| Castilla            | 2005–06             | 34             | 0              | —            | —            | —                   | —                   | —        | —        | 34        | 0         |
| Castilla            | Tổng cộng           | 84             | 0              | —            | —            | —                   | —                   | —        | —        | 84        | 0         |
| Real Madrid         | 2004–05             | 2              | 0              | 2            | 0            | —                   | —                   | 0        | 0        | 4         | 0         |
| Real Madrid         | Tổng cộng           | 2              | 0              | 2            | 0            | —                   | —                   | 0        | 0        | 4         | 0         |
| Deportivo           | 2006–07             | 20             | 0              | 0            | 0            | —                   | —                   | 0        | 0        | 20        | 0         |
| Deportivo           | Tổng cộng           | 20             | 0              | 0            | 0            | —                   | —                   | 0        | 0        | 20        | 0         |
|                     | Mùa giải            | Premier League | Premier League | FA Cup       | FA Cup       | League Cup          | League Cup          | Châu Âu  | Châu Âu  | Tổng cộng | Tổng cộng |
| Trận                | Mùa giải            | Bàn            | Trận           | Bàn          | Trận         | Bàn                 | Trận                | Bàn      | Trận     | Bàn       |           |
| Liverpool           | 2006–07             | 9              | 1              | 0            | 0            | 0                   | 0                   | 5        | 0        | 14        | 1         |
| Liverpool           | 2007–08             | 28             | 0              | 1            | 0            | 3                   | 0                   | 9        | 0        | 41        | 0         |
| Liverpool           | 2008–09             | 29             | 1              | 2            | 0            | 0                   | 0                   | 12       | 0        | 43        | 1         |
| Liverpool           | Tổng cộng           | 66             | 2              | 3            | 0            | 3                   | 0                   | 26       | 0        | 98        | 2         |
| Câu lạc bộ          | Mùa giải            | La Liga        | La Liga        | Copa del Rey | Copa del Rey | Supercopa de España | Supercopa de España | Châu Âu1 | Châu Âu1 | Tổng cộng | Tổng cộng |
| Câu lạc bộ          | Mùa giải            | Trận           | Bàn            | Trận         | Bàn          | Trận                | Bàn                 | Trận     | Bàn      | Trận      | Bàn       |
| Real Madrid         | 2009–10             | 30             | 2              | 2            | 0            | —                   | —                   | 6        | 0        | 38        | 2         |
| Real Madrid         | 2010–11             | 26             | 0              | 8            | 0            | —                   | —                   | 9        | 1        | 43        | 1         |
| Real Madrid         | 2011–12             | 26             | 0              | 3            | 0            | 0                   | 0                   | 9        | 0        | 38        | 0         |
| Real Madrid         | 2012–13             | 25             | 0              | 6            | 0            | 2                   | 0                   | 7        | 0        | 40        | 0         |
| Real Madrid         | 2013–14             | 18             | 0              | 8            | 0            | —                   | —                   | 4        | 1        | 30        | 1         |
| Real Madrid         | 2014–15             | 22             | 1              | 3            | 0            | 0                   | 0                   | 10       | 1        | 35        | 2         |
| Real Madrid         | 2015–16             | 6              | 0              | 1            | 0            | —                   | —                   | 2        | 0        | 9         | 0         |
| Real Madrid         | Tổng cộng           | 153            | 3              | 31           | 0            | 2                   | 0                   | 47       | 3        | 233       | 6         |
|                     | Mùa giải            | Premier League | Premier League | FA Cup       | FA Cup       | League Cup          | League Cup          | Châu Âu  | Châu Âu  | Tổng cộng | Tổng cộng |
| Trận                | Mùa giải            | Bàn            | Trận           | Bàn          | Trận         | Bàn                 | Trận                | Bàn      | Trận     | Bàn       |           |
| West Ham United     | 2016–17             | 3              | 0              | 0            | 0            | 1                   | 0                   | 0        | 0        | 4         | 0         |
| West Ham United     | Tổng cộng           | 3              | 0              | 0            | 0            | 1                   | 0                   | 0        | 0        | 4         | 0         |
| Tổng cộng sự nghiệp | Tổng cộng sự nghiệp | 328            | 5              | 36           | 0            | 6                   | 0                   | 73       | 3        | 443       | 8         |

1 Bao gồm UEFA Super Cup và FIFA Club World Cup.